# Kanton La Ferté-Macé
Der Kanton La Ferté-Macé (offizielle Schreibweise:  La Ferté Macé) ist seit 1790 ein französischer Wahlkreis in den Arrondissements Alençon und Argentan im Département Orne in der Region Normandie; sein Bureau centralisateur befindet sich in La Ferté Macé. 

## Gemeinden
Der Kanton besteht aus 13 Gemeinden mit insgesamt 14.355 Einwohnern (Stand: 1. Januar 2022) auf einer Gesamtfläche von 221,96 km²:
| Gemeinde               | Einwohner 1. Januar 2022 | Fläche km² | Dichte Einw./km² | Code INSEE | Postleitzahl | Arrondissement |
| ---------------------- | ------------------------ | ---------- | ---------------- | ---------- | ------------ | -------------- |
| Banvou                 | 630                      | 12,98      | 49               | 61024      | 61450        | Argentan       |
| Beauvain               | 265                      | 12,46      | 21               | 61035      | 61600        | Alençon        |
| Bellou-en-Houlme       | 1.031                    | 38,73      | 27               | 61040      | 61220        | Argentan       |
| Dompierre              | 384                      | 8,56       | 45               | 61146      | 61700        | Argentan       |
| Échalou                | 328                      | 5,59       | 59               | 61149      | 61440        | Argentan       |
| La Coulonche           | 498                      | 14,32      | 35               | 61124      | 61220        | Argentan       |
| La Ferrière-aux-Étangs | 1.531                    | 10,93      | 140              | 61163      | 61450        | Argentan       |
| La Ferté Macé          | 5.095                    | 31,86      | 160              | 61168      | 61600        | Argentan       |
| Les Monts d’Andaine    | 1.727                    | 38,08      | 45               | 61463      | 61600        | Argentan       |
| Lonlay-le-Tesson       | 229                      | 12,37      | 19               | 61233      | 61600        | Argentan       |
| Messei                 | 1.819                    | 13,21      | 138              | 61278      | 61440        | Argentan       |
| Saint-André-de-Messei  | 522                      | 14,99      | 35               | 61362      | 61440        | Argentan       |
| Saires-la-Verrerie     | 296                      | 7,88       | 38               | 61459      | 61220        | Argentan       |
| Kanton La Ferté-Macé   | 14.355                   | 221,96     | 65               | 6112       | –            | –              |

Bis zur Neuordnung bestand der Kanton La Ferté-Macé aus den 9 Gemeinden Antoigny, Couterne, La Ferté-Macé, Lonlay-le-Tesson, Magny-le-Désert, Méhoudin, Saint-Maurice-du-Désert, Saint-Michel-des-Andaines und La Sauvagère. Sein Zuschnitt entsprach einer Fläche von 136,62 km2.

## Veränderungen im Gemeindebestand seit der landesweiten Neuordnung der Kantone
2016: 
- Fusion Bagnoles-de-l’Orne (Kanton Bagnoles-de-l’Orne) und Saint-Michel-des-Andaines → Bagnoles de l’Orne Normandie
- Fusion Antoigny und La Ferté-Macé → La Ferté Macé
- Fusion La Sauvagère und Saint-Maurice-du-Désert (Kanton Bagnoles-de-l’Orne) → Les Monts d’Andaine